# Ла-Нёввиль
Ла-Нёввиль (фр. La Neuveville) — город и коммуна в Швейцарии, бывший окружной центр, находится в кантоне Берн.
До 2009 года был центром округа Ла-Нёввиль, с 2010 года вошёл в состав нового округа Бернская Юра. 
Население составляет 3756 человек (на 31 декабря 2019 года). Официальный код — 0723.

## Персоналии
- Прюдомм, Жан (1732—1795) — швейцарский живописец.